# Herrenhaus und Sklavenhütte
Herrenhaus und Sklavenhütte (portugiesisch Casa-Grande & Senzala) ist ein 1933 publiziertes Werk des brasilianischen Soziologen und Anthropologen Gilberto Freyre. Es gilt als Klassiker der Soziologie und modernen Kulturanthropologie. Nachhaltig ist die darin entwickelte Theorie einer brasilianischen „Rassendemokratie“.

## Ausgaben
- Casa-Grande & Senzala. Maia & Schmidt, Rio de Janeiro 1933, Erstausgabe: 1. Dezember 1933, 768 S.; zahlreiche Neuauflagen.

Kritische Ausgabe
- Casa-grande & senzala, edic̜ão crítica. Gilberto Freyre. Guillermo Giucci, Enrique Rodríguez Larreta e Edson Nery da Fonseca, coordenadores. Allca, Madrid 2002, ISBN 84-89666-64-4.[2]

Deutsche Ausgabe
- Herrenhaus und Sklavenhütte. Ein Bild der brasilianischen Gesellschaft. Aus dem Portugiesischen von Ludwig Graf von Schönfeldt. Kiepenheuer & Witsch, Köln / Berlin 1965. 579 S.

Eine erste spanischsprachige Ausgabe erschien in zwei Bänden in Buenos Aires, Argentinien. Es folgten Übersetzungen in das Englische, Französische, Deutsche, Italienische, Polnische, Rumänische oder Ungarische. Die Kritische Ausgabe 2002 erschien mit Unterstützung der UNESCO. Ausgaben im Comicbuchformat erschienen in Rio de Janeiro. Die deutschsprachige Ausgabe erschien ohne den Anmerkungsteil.

## Gliederung
Die Niederschrift begann etwa 1930 in Lissabon, wurde in Stanford weitergeführt und durch Recherchen in Archiven und Bibliotheken in Rio de Janeiro abgeschlossen. Die Kapitel haben einen essayhaften Charakter, gegliedert in
1. Características gerais da colonização portuguesa do Brasil: formação de um sociedade agrária, escravocrata e híbrida. Übersetzt als: Allgemeine Merkmale der portugiesischen Kolonisation in Brasilien. Entstehung einer hybriden, auf Sklavenwirtschaft aufgebauten Agrargesellschaft
2. O indígena na formação da família brasileira. Übersetzt als: Der Anteil der Eingeborenen an der Entwicklung der brasilianischen Familie
3. O colonizador português: antecedentes e predisposições. Übersetzt als: Der portugiesische Kolonisator. Vorgeschichte und Bestimmung
4. O escravo negro na vida sexual e de família do brasileiro und 5. (continuação). Übersetzt als: Der Negersklave im Sexual- und Familienleben des Brasilianers